# Opération Tonnerre (film, 1954)
Pour les articles homonymes, voir Opération Tonnerre (homonymie).
Pour plus de détails, voir Fiche technique et Distribution.
Opération Tonnerre est un film d'espionnage français réalisé par Gérard Sandoz, sorti en France en 1954 et 1956.

## Synopsis
Des manœuvres de l'armée française se déroulent dans une petite ville de province. Un espion qui tente de dérober des secrets militaires est recherché.

## Fiche technique
- Titre : Opération Tonnerre
- Réalisation : Gérard Sandoz
- Conseiller technique : Georges Jaffé
- Scénario : Guy de Bourge, Jean-Charles Reynaud et Gérard Sandoz
- Dialogues : Jean-Charles Reynaud
- Photographie : Pierre Dolley
- Décors : Claude Bouxin
- Son : André Louis
- Montage : Gabriel Rongier
- Musique : Marcel Landowski
- Production : Roy Films
- Format : 35 mm - Son mono
- Pays d'origine :  France
- Durée : 95 minutes
- Date de sortie : France, 1er novembre 1954[1],[2],[3],[4] (certains sites donnent comme date de sortie le 13 juin 1956[5],[6],[7] ; cette divergence sur les sources est peut-être due à une double sortie, ce que confirme le site IMDb[8], sachant le contexte de la défaite française dans la bataille de Diên Biên Phu en mai 1954 pendant la guerre d'Infdochine)

## Distribution
- Blanchette Brunoy : Sonia Brévannes
- Célia Cortez : Annie Desforges
- Jean-Pierre Kérien : Pierre Dumans
- Howard Vernon : Roger Kervec
- Jacques Charon : Maurice Favier
- Jacques Torrens : Guy Lormoy
- Liliane Ernout : Jacqueline Desforges
- Gabriel Sardet : Lormoy
- Charles Lemontier : professeur Desforges
- Philippe Hersent
- Paul Azaïs
- Jean Murat